# 시라쿠사도
시라쿠사도(이탈리아어: Provincia di Siracusa)는 이탈리아 시칠리아주의 도이다. 도청 소재지는 시라쿠사이다. 면적은 2,109 km2, 인구는 396,175(2001)이다.

## 지리
시칠리아 동쪽 남단에 위치한 도다. 동쪽과 남쪽은 지중해에 접해 있으며, 동쪽으로는 이오니아해가 있다. 현도 시라쿠사는 도 중부 이오니아 해안에 위치한 카타니아에서 남으로 약 51km, 라구사에서 북동으로 약 53km, 메시나에서 남서 약 127km, 수도 팔레르모에서 남동쪽으로 약 206km 떨어져 있다. 북쪽으로는 카타니아 광역시와 접하고, 서쪽으로는 라구사도과 접한다.

## 행정

### 인구
2001년 인구 조사에 따른 주거 지역(Località abitata) 다른 인구 통계에 의하면, 인구 2만명 이상의 도시는 다음과 같다.
- 시라쿠사 - 106,067명
- 아우구스타 - 30,225명
- 아보라 - 29,931명
- 렌티니 - 24,342명
- 플로리디아 20,300명
- 파키노 - 20,177명

### 행정구역
시라쿠사도에는 21 코무네가 속한다. 2011년 1월 1일 현재를 기준으로 인구 2만명 이상 주요 무네는 아래 표와 같다. 왼쪽의 숫자는 ISTAT 코드를 나타낸다.
| 코드   | 이름       | 인구    |
| ------ | ---------- | ------- |
| 089017 | 시라쿠사   | 123,850 |
| 089001 | 아우구스타 | 34.539  |
| 089002 | 아보라     | 31,827  |
| 089013 | 노토       | 24,047  |
| 089011 | 렌티니     | 24,017  |
| 089009 | 플로리디아 | 23,050  |
| 089014 | 파키노     | 21,990  |
| 089016 | 로조리니   | 21,798  |

## 관광
현 내에는 다음의 세계 유산이 있다.

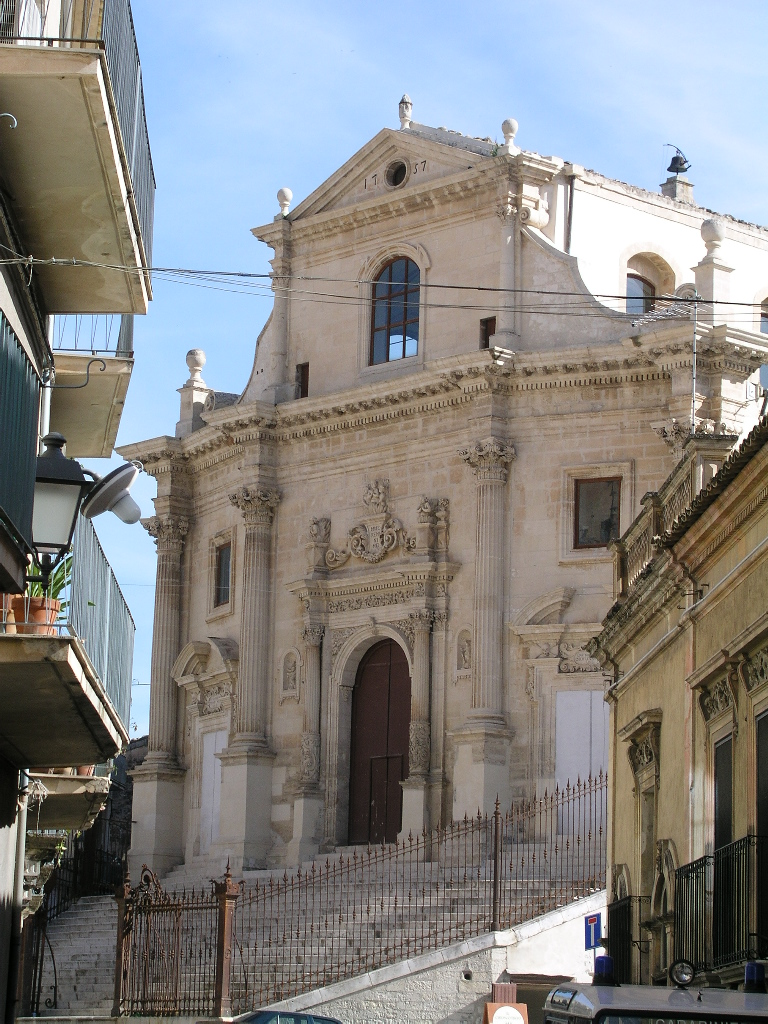
18세기 후반에 건축된 푸르가토리, 라구사의 교회

- 시라쿠사와 판탈리카의 암벽 매장지
- 발디노토의 후기 바로크 도시들

판탈리카의 암벽 매장지는 페를라와 솔티노의 시기에 걸친 유적으로 기원전 13세기에서 기원전 7세기에 걸친 공동 묘지이다. 또한 시라쿠사의 고대에서 중세까지의 도시 유적이 함께 등록되어 있다.
발디노트의 후기 바로크 양식의 도시들은 시칠리아 섬 동남부 8개 도시가 지정되어 있으며, 시라쿠사도의 도시에서 노토, 팔라졸로 아크레이데가 포함되어 있다.

## 인물
- 사라쿠사의 디온 - 기원전 4세기 정치가, 플라톤의 제자

- 아르키메데스 - 기원전 3세기의 수학자 , 물리학, 천문학자
- 루치아 - 4세기의 기독교 순교자, 성인